# Sarasm
Sarasm (tadschikisch Саразм) andere Umschrift Sarazm („wo das Land beginnt“), war eine chalkolithisch-frühbronzezeitliche, proto-urbane Siedlung (etwa 3500 v. Chr. bis 2000 v. Chr.) im südlichen Zentralasien, deren kontinuierliche Existenz über eine lange Zeit auf Viehzucht, der Entwicklung einer Landwirtschaft und später auf der Gewinnung von Bodenschätzen zur Metallverarbeitung basierte. Gegründet wurde Sarasm von Kolonisten aus Namazgadepe und benachbarten Oasen im Süden Turkmenistans nahe der iranischen Grenze. Anfangs bestand die Bedeutung des Ortes im Güteraustausch zwischen einer sesshaften und einer nomadischen Bevölkerung im Umland. In der Frühbronzezeit, ab der Wende vom 4. zum 3. Jahrtausend v. Chr., fungierte Sarasm als Bindeglied in einem Netzwerk von Handelsbeziehungen, die bis ins Indus-Tal reichten. Die beiden ältesten der für die Herstellung von Bronze notwendigen Zinn-Lagerstätten in Zentralasien lagen nahe Sarasm und boten die Voraussetzung für den Fernhandel mit Metallen. Mit einer erkannten Fläche von 35 Hektar und einer geschätzten Fläche von 100 Hektar war Sarasm die größte Siedlung einer frühen Ackerbaukultur in Zentralasien zu einer Zeit, als die Hochkulturen in Ägypten und Mesopotamien entstanden.
Der Fundort liegt in der heutigen Provinz Sughd im Nordwesten Tadschikistans westlich von Pandschakent. Er wurde 2010 als erste archäologische Stätte in Tadschikistan von der UNESCO zum Weltkulturerbe erklärt.

## Lage
Koordinaten: 39° 30′ 28,4″ N, 67° 27′ 31,4″ O
Sarasm liegt 15 Kilometer westlich der Stadt Pandschakent am linken, südlichen Ufer des Serafschan, der hier das in Ost-West-Richtung verlaufende Tal zwischen der Serafschankette im Süden und der Turkestankette im Norden verlässt und zur weiten ebenen Bewässerungsoase von Samarqand in Usbekistan fließt. Die Entfernung zur usbekischen Grenze beträgt zehn Kilometer und nach Samarqand knapp 50 Kilometer. Der Ortsname steht außerdem für den Subdistrikt (dschamoat) Sarasm innerhalb des Distrikts (nohija) Pandschakent.
Die Ausgrabungsstätte ist von der Fernstraße A377 Richtung usbekischer Grenze über einen 500 Meter nach Norden führenden Fahrweg zu erreichen und von fern an den großen Überdachungen aus einer mit Wellblech gedeckten Stahlrohrkonstruktion zu erkennen, welche fünf für den Besucher präparierte Areale der Ausgrabungen schützen. Zwischen der Straße und dem Grabungsgelände liegen kleinparzellige Weizenfelder, die übrigen Seiten werden von zwei der Dörfer eingerahmt, die sich in Abständen von einem halben bis einem Kilometer flussabwärts von Pandschakent am Flussufer reihen. Das östlich angrenzende Dorf Avazali hat rund 500 Einwohner, das Nachbardorf Sohibnazar im Westen rund 1250 Einwohner. Auf den bewässerten Feldern zwischen den Dörfern und dem breit und träge fließenden Serafschan wird hauptsächlich Reis, daneben Mais und Gemüse angebaut. Die Feldbewässerung erfolgt über Kanäle aus dem Fluss, mancherort mit Hilfe von Pumpen oder kleinen Wasserrädern.
Die Lage am Grenzbereich zwischen den Bergen, deren Gipfel Höhen zwischen 3000 und 4500 Metern erreichen und der bei Sarasm rund 900 Meter hohen Talebene ließ den Ort neben seiner landwirtschaftlichen Produktion zu einem Handelszentrum für nomadische Schafhirten aus den Bergen werden. Die Umgebung von Sarasm bot gute alluviale Böden zum Ackerbau in der Ebene, Weideland an den Berghängen und Jagdgebiete in der Tugaivegetation entlang des Flusses. In den dichten Tugaiwäldern und Sümpfen am Serafschan hielten sich Wildschweine, Onager, Gazellen, Bisons und Sibirische Tiger auf. Es existierte ein ausgeklügeltes Bewässerungssystem. Ein Kanal von einem Kilometer Länge sollte die Felder vor periodischen Überschwemmungen schützen, ein schmaler Bewässerungskanal (in Zentralasien arik) versorgte den nördlichen Teil der höher gelegenen Felder mit Wasser. Archäologisch untersucht wurde ein 16 Meter breiter Kanal, der damals 1,5 Meter tief gewesen sein muss.
Zum Austausch von Waren über große Entfernungen gab es Verbindungen entlang des Serafschan nach Westen in die Ebene von Turkmenistan und zum Aralsee. Die Strecke nach Westen traf mit der nördlich der Turkestankette verlaufenden Handelsstraße von Ustruschana (Gebiet im westlichen Ferghanatal) zusammen. Nach Norden führte eine andere Route am Serafschan flussaufwärts bis Aini und von dort über den 3500 Meter hohen Schahriston-Pass ins westliche Ferghanatal. Der Schahriston-Pass stellte die direkteste Verbindung zwischen dem nördlichen Zentralasien und Indien dar. Wege führten nach Südosten von Sarasm über das Hochland von Belutschistan bis ins Indus-Tal in Nordwestindien, ferner in die nordostasiatischen Steppengebiete und in südwestlicher Richtung bis Mesopotamien. Die Bergpässe waren in den Sommermonaten begehbar. Der Warenaustausch mit den entfernten Regionen, der vor allem den Export von Metallwaren beinhaltete, fand wahrscheinlich über Zwischenhändler statt.
Eine der für die Herstellung von Bronze benötigten Lagerstätten mit Zinn und Kupfer befand sich in Muschiston, 35 Kilometer südlich von Pandschakent auf 3000 Metern Höhe, ein weiteres Zinndepot auf knapp 500 Metern Höhe am Unterlauf des Serafschan in Karnab, das heute halbwegs zwischen Samarqand und Buchara in Usbekistan liegt. Dort wurde zwischen etwa 1700 und 800 v. Chr. Erz abgebaut. Da Zinn in Mesopotamien fehlt, könnte es bereits im 3. Jahrtausend v. Chr. nach verbreiteter Ansicht aus diesen Lagerstätten bis dorthin gebracht worden sein, nach Ansicht von Kai Kaniuth kommen jedoch die Zinnlagerstätten am Serafschan als Quelle für das in Mesopotamien verwendete Zinn nicht in Frage, weil am Serafschan in dieser Zeit kein Zinn abgebaut wurde. Es gilt als wahrscheinlich, dass noch Anfang des 2. Jahrtausends v. Chr. Zinn vom Serafschan nach Mesopotamien, Syrien (Tontafelarchiv von Mari) und Anatolien (Keilschrifttafeln von Kültepe) gelangte.

## Geschichtliches Umfeld

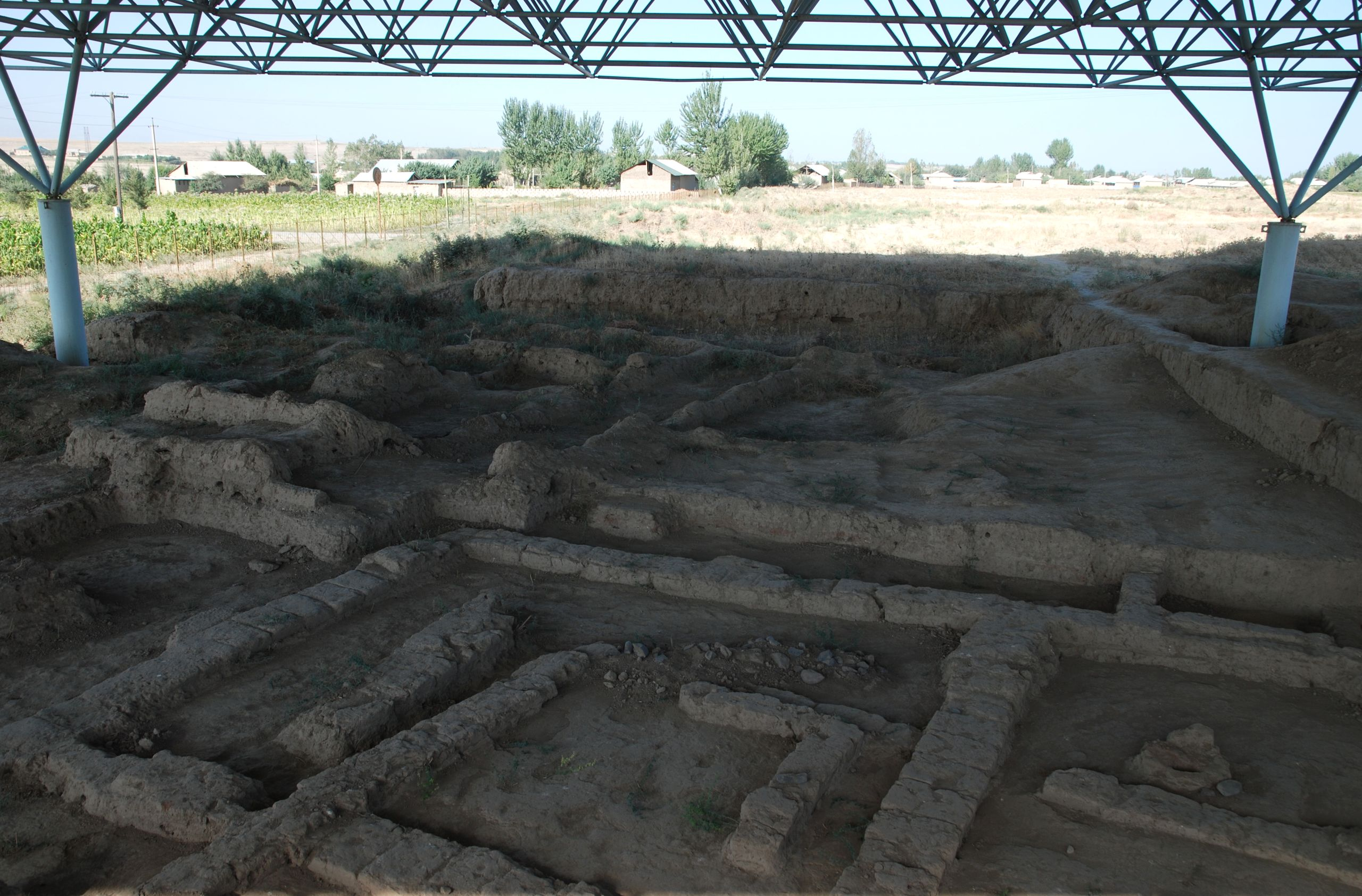
Areal IX Richtung Osten

In Tadschikistan wurden mehrere isolierte Funde südlich von Istarawschan und südlich von Duschanbe dem Mittelpaläolithikum zugeordnet, weitere Funde aus der Umgebung von Pandschakent und aus dem südwestlichen Tadschikistan gehören den Jungpaläolithikum an. Vor der Entdeckung von Sarasm 1976 waren in Tadschikistan Stätten aus der Bronzezeit in der Region Berg-Badachschan, ferner um den Kairakkum-Stausee im Norden und am Fluss Kofarnihon bei Schahritus im Südwesten bekannt.
Vom 6. bis zum 4. Jahrtausend war in einem großen Teil des südlichen Zentralasien die Kelteminar-Kultur verbreitet. Die Menschen gingen auf die Jagd, fingen Fische und sammelten Wildpflanzen, ihre Werkzeuge bestanden hauptsächlich aus Feuerstein und Knochen.
Als ältester bekannter Ort einer Ackerbau treibenden Kultur in Zentralasien gilt Dscheitun in der Sandwüste Karakum im Süden Turkmenistans, 30 Kilometer nordwestlich von Aşgabat. Die jungsteinzeitlichen Funde (einschließlich Keramik) des kleinen Tepe von Dscheitun am Nordrand des Kopet-Dag ab dem 6./5. Jahrtausend v. Chr. belegen den Wechsel einer nomadischen Jäger- und Sammlerkultur zu Ackerbau und Haustierhaltung. Die nachfolgende Monjukli-Periode wird als proto-chalkolithisch bezeichnet und ist nach dem Fundort Monjukli Depe benannt, der in der Nähe der zur gleichen Zeit existierenden Dörfer Chakmakli und Chagylly südöstlich von Aşgabat lag. Eine spätere Entwicklungsstufe, die Kupfersteinzeit am Übergang zur Bronzezeit im 5. und am Anfang des 4. Jahrtausends v. Chr., ist am Kopet-Dag durch eine Bevölkerungszunahme gekennzeichnet. Ihr gehören Namazgadepe und Kara-Depe südöstlich von Aşgabat und die Oase Geoksjur an der Mündung des Tejen-Flusses im südöstlichen Turkmenistan an. Diese Orte am Nordrand des Iranischen Hochlands bildeten eine Reihe von Oasen mit bronzezeitlichen Ackerbausiedlungen in einem Gebiet, das in der Forschung als Baktrisch-Margianischer Archäologischer Komplex (Bactria-Margiana Archaeological Complex, BMAC) bekannt ist. Die Blütezeit dieser „Oasenkultur“ (auch Oxus-Kultur) dauerte vom Ende des 3. Jahrtausends v. Chr. bis zum 18. Jahrhundert v. Chr. Weshalb danach der Niedergang erfolgte, ist unklar. Einer der wenigen, nach 1700 v. Chr. noch besiedelten Orte des Gebiets war Jarqoʻton. Das weiter südlich gelegene baktrische Bergland im heutigen Afghanistan ist dagegen frühestens seit dem 2. Jahrtausend v. Chr. bewohnt. Vermutlich waren die Menschen vor der Bronzezeit technisch noch nicht in der Lage, die dortigen reißenden Bergflüsse für die Bewässerung der Felder zu nutzen. Dzharkutan schafft eine zeitliche Brücke zwischen der turkmenischen Oasenkultur und den südtadschikischen und nordafghanischen Kulturen der Bronzezeit.

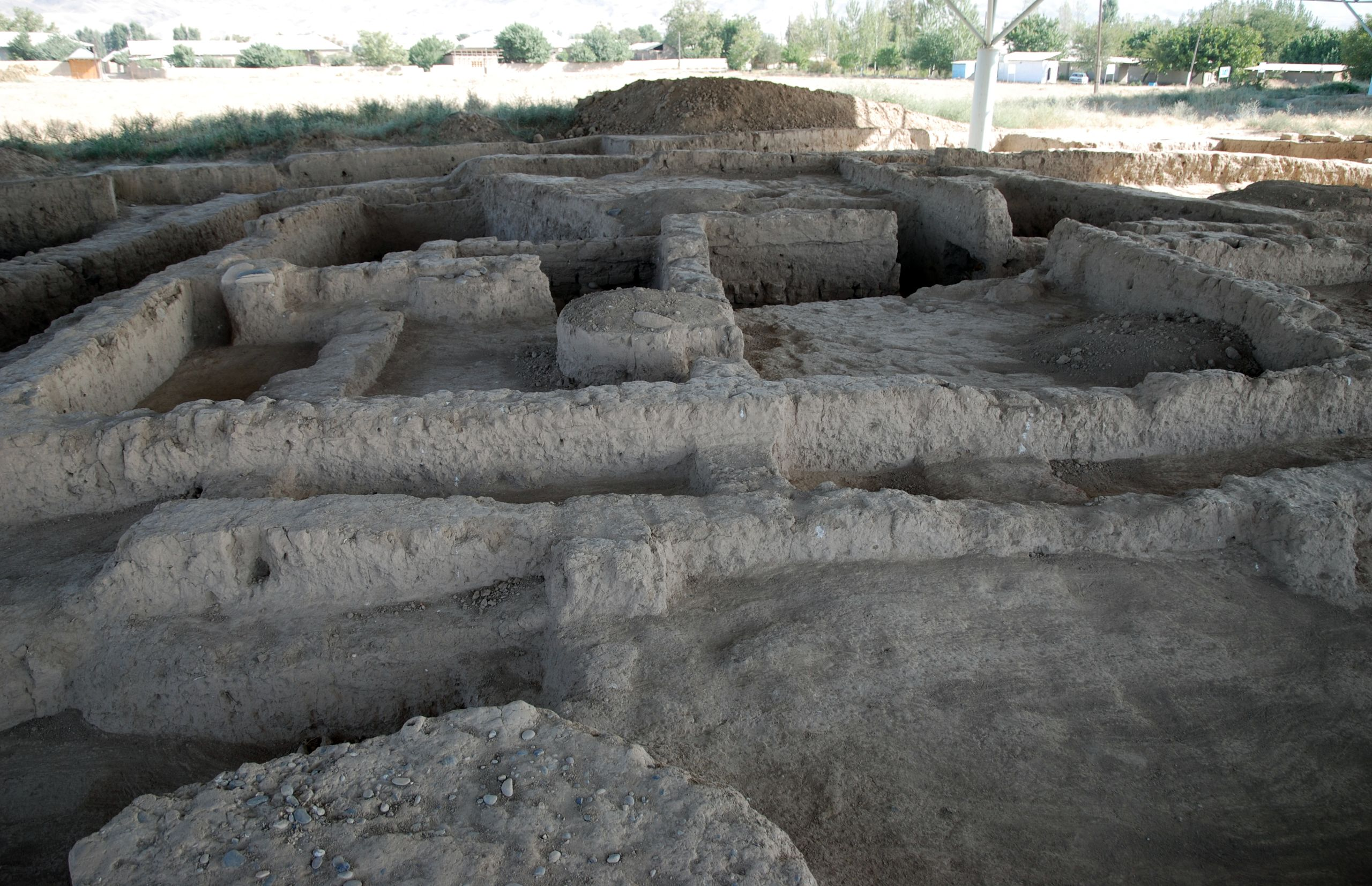
Areal XII. In der Mitte eine von mehreren runden Feuerstellen dieses Areals, die seit der Phase III außerhalb des Wohnbereichs angelegt wurden.

Die Ackerbau betreibenden kupfersteinzeitlichen Gesellschaften des Kopet-Dag-Gebiets standen Ende des 4. und Anfang des 3. Jahrtausends v. Chr. in einer kulturellen Verbindung mit anderen Gruppen in einem weiten Gebiet vom Iran über Afghanistan bis Nordwestindien. Es ist in dieser Zeit (Namazga-I-II-Periode) eine Ausbreitung der Gruppen vom Kopet-Dag nach Osten feststellbar: von ihrem Ausgangspunkt, der Geoksjur-Oase, zu weit verstreuten kleinen Siedlungen im Binnendelta des Murgab bis nach Sarasm, wo eine neue, hoch entwickelte Kultur entstand. Eine polychrom mit kreuzförmigen und halbkreuzförmigen Ornamenten bemalte Keramik taucht in Geoksjur und identisch in Sarasm auf. Ferner stellt ein Schneckenarmband, das in einem Grab von Sarasm gefunden wurde, eine Verbindung zu Belutschistan mit ebensolchen Armbändern her, die jedoch in Südturkmenistan nicht vorkommen. Auf eine kulturelle Beziehung zwischen Belutschistan und Zentralasien verweist auch eine mit der Töpferscheibe hergestellte verzierte Keramik, die zunächst in Belutschistan und wenig später in Sarasm auftaucht. Knapp ein Drittel der bekannten Keramik aus den ältesten Schichten von Schahr-e Suchte in Sistan gehört zum selben Typ wie diejenige weiter nördlich in Turkmenistan. Demnach könnte auch ein Teil der ursprünglichen Bewohner dieses Ortes aus dem Gebiet um Geoksjur eingewandert sein. Aus Mehrgarh im pakistanischen Belutschistan stammen sitzende und stehende puppenartige Tonfigurinen, die auf etwa 3000 v. Chr. datiert werden und zur selben Zeit auch aus Sarasm bekannt sind.
Obwohl auch im Gebiet der weit im Norden, in Südsibirien, verbreiteten Afanassjewo-Kultur (Mitte 4. bis Mitte 3. Jahrtausend v. Chr.) Topfscherben vom Sarasm-Typ gefunden wurden, gilt diese Verbindung – bis weitere Gemeinsamkeiten bekannt werden – als ungesichert. Im Hinblick auf einen möglichen Austausch mit den Steppennomaden Sibiriens gilt Sarasm als nördlichster Handelsposten der zentralasiatischen Zivilisation.
Gegen Ende des 3. Jahrtausends wurden die lange existierenden Siedlungen im südlichen Turkmenistan aufgegeben. An deren Stelle traten anscheinend geplante und befestigte Siedlungen mit städtischem Charakter, deren materielle Kultur als sogenannte „baktrische Bronzezeit“ kategorisiert wird.
Sarasm steht beispielhaft für einen einschneidenden kulturellen Übergang. In der zweiten Hälfte des 4. Jahrtausends zogen die Ackerbau treibenden Bewohner von Sarasm in ihrer Umgebung nomadisch lebende Jäger und Fischer an. Ein Jahrtausend später hatten diese Gruppen ihre Wirtschaftsform geändert und zu einer Haustierhaltung gefunden. Gegenstände aus Bronze und Silber gelangten um diese Zeit von Namazgadepe bis ins nördlich gelegene Ferghanatal. Die zentral innerhalb dieses Gebiets Ende des 3. und Anfang des 2. Jahrtausends v. Chr. existierende Zaman-Baba-Kultur verkörpert das Resultat des kulturellen Wandels. Sie ist nach dem gleichnamigen See westlich von Buchara benannt, wo viele kleine Kanäle und Seen einen Bewässerungsfeldbau ermöglichten.

## Siedlung

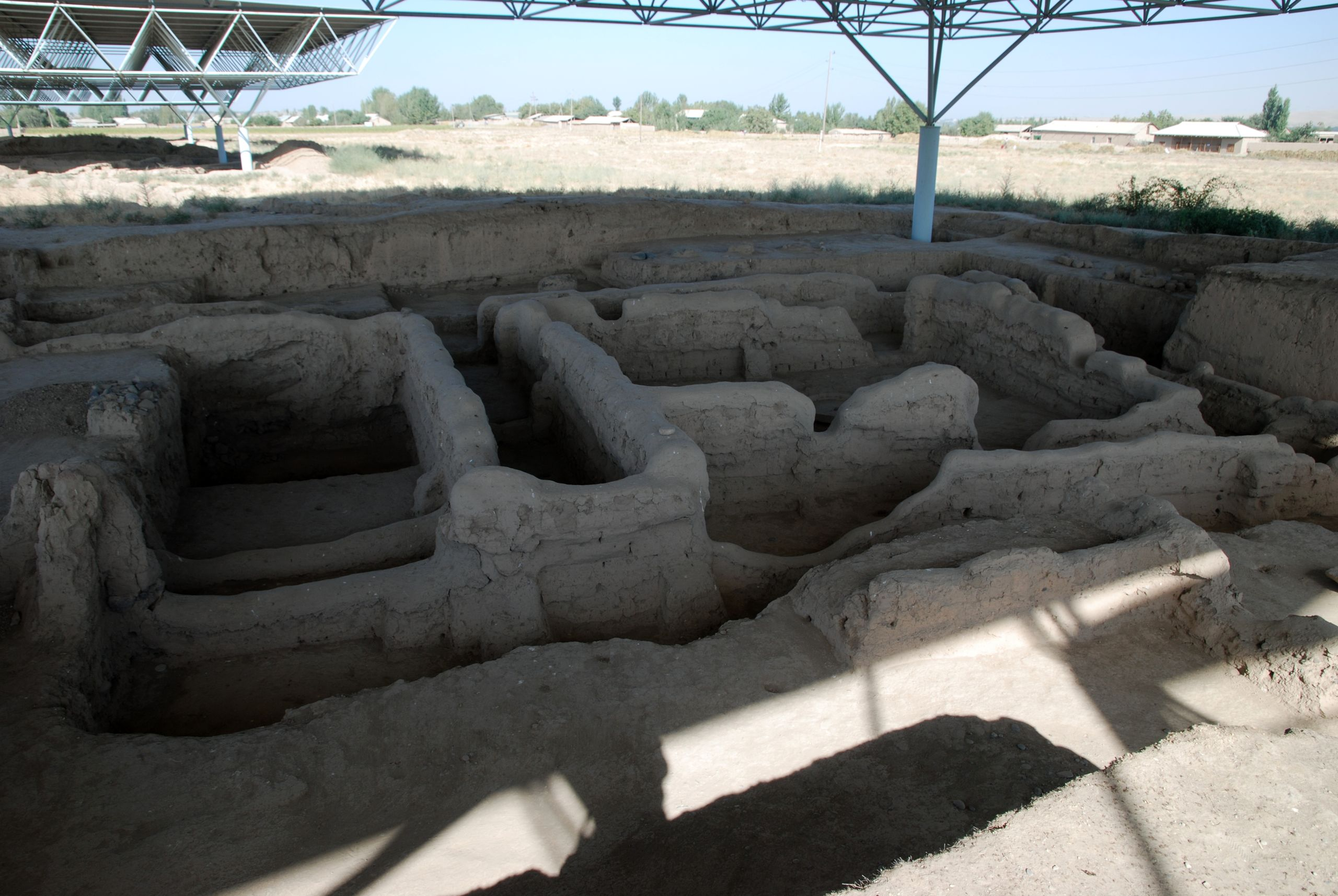
Areal XI nach Westen. Dahinter Areale XII und XIII.

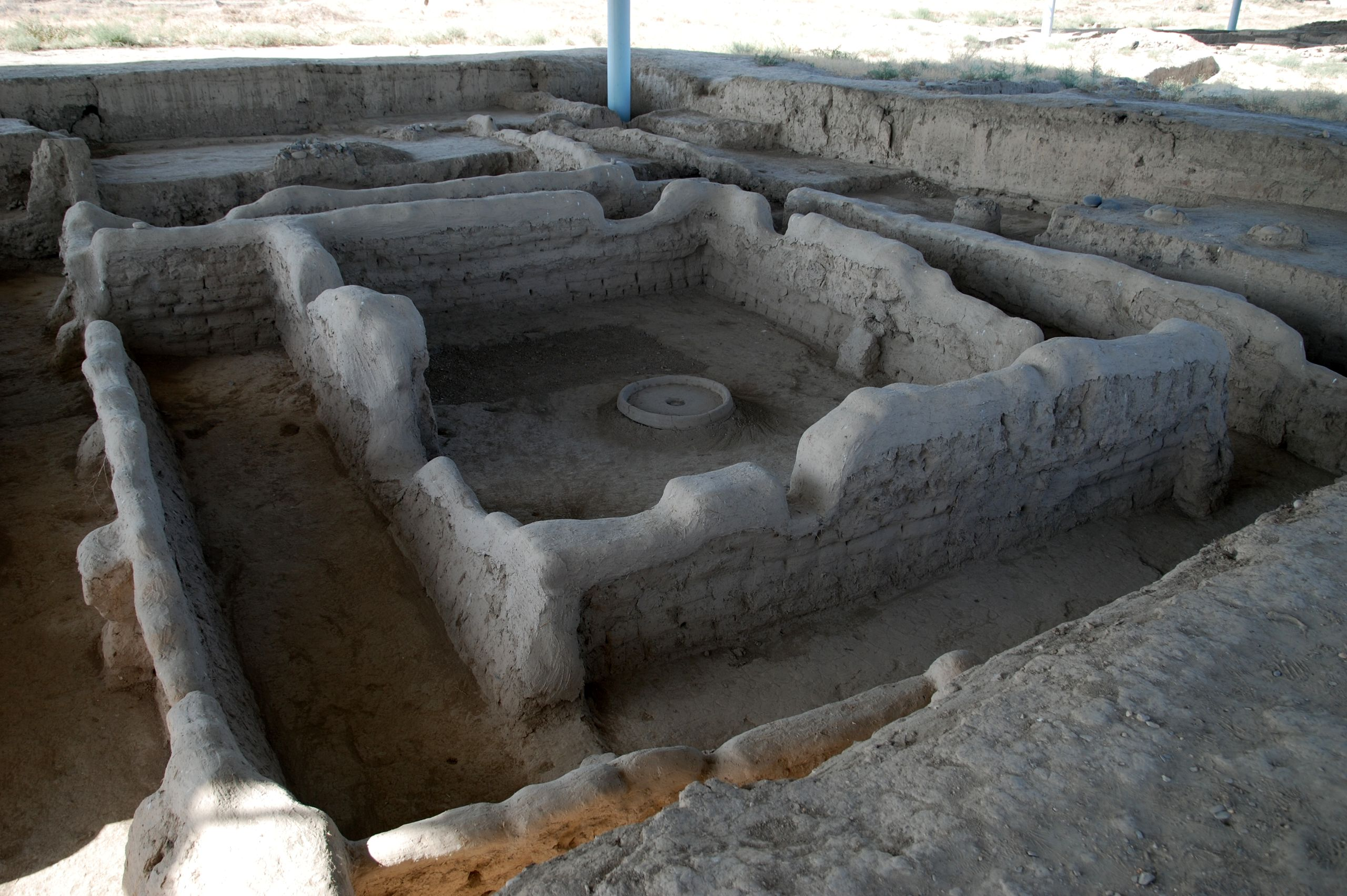
Kultstätte in Areal XI. Zentraler Raum mit einem runden Feueraltar, auf dem Brandopfer stattfanden. Von einem Korridor umgeben.

Das Siedlungsgebiet hatte nach unterschiedlichen Schätzungen eine Fläche von etwa 90 Hektar, 100 Hektar, oder 100–150 Hektar. Davon waren etwa 35 Hektar erkennbar. Selbst wenn das Siedlungsgebiet nicht über die sichtbaren 35 Hektar hinausgereicht hätte, wäre Sarasm die größte proto-urbane Siedlung im südlichen Zentralasien gewesen. Gonur Depe, der Hauptort des Gebiets Margiana in Südturkmenistan, war 22 Hektar groß. Freigelegt wurde an 13 Stellen eine Gesamtfläche von 2,5 Hektar. Alle Schichten lagen dicht unter der Oberfläche, die geringe stratigraphische Tiefe, die nirgends mehr als zwei Meter betrug, wird mit Bodenerosion während Zwischenphasen erklärt, als die Siedlung aufgegeben war. Die Siedlungsreste waren weitgehend unversehrt bis auf einige Bewässerungskanäle, welche die seit den 1950er Jahren an der Stelle angelegten Felder durchzogen. Vorher war das auf 910 Metern Höhe – also etwa zehn Meter höher als die Felder weiter nördlich – gelegene archäologische Gelände unbebaut. Die für den Ackerbau umgearbeitete Erdschicht war nur 20 Zentimeter dick. In dieser Schicht kamen die ersten Zufallsfunde zum Vorschein. Fünf der Grabungsbereiche, die Areale V, IX, XI, XII und XIII, wurden für Besucher hergerichtet und zum Schutz vor der Witterung überdacht.
Der Ort wurde 1976 zufällig von einem Einwohner des Dorfes Avazali entdeckt, dem beim Umpflügen eines neuen Feldes eine Bronzeaxt in die Hände fiel. 1977 begannen tadschikische Forscher mit einer Probegrabung, zwei Jahre später mit systematischen Grabungen. Ab 1984 nahmen auch französische und amerikanische Archäologen an den Grabungen teil. Einige Funde stammen von Dorfbewohnern, die sie beim Grabungsteam abgaben. Von 1977 bis 1994 standen die Ausgrabungen unter der Leitung von Abdullojon Isakov, dabei wurden elf Flächengrabungen durchgeführt und 20 Sondierungsgräben gezogen. 1984 bis 1991 unternahm ein französisches Team unter Roland Besenval Ausgrabungen im 16 × 20 Meter großen Areal VII. Ihnen schlossen sich 1985 die Amerikaner Clifford Charles Lamberg-Karlovsky und Philip L. Kohl an. Im Jahr 2000 entstand das archäologische Schutzgebiet Sarasm, das 2010 zum UNESCO-Welterbe erklärt wurde. Von 2002 bis 2005 fanden kleinere Ausgrabungen statt, die nach Beendigung wieder aufgefüllt wurden.
Die proto-urbane Siedlung wurde Anfang des 4. Jahrtausends v. Chr. gegründet, möglicherweise an der Stelle eines älteren steinzeitlichen Wohnortes. Nach der Radiokarbonmethode erfolgt die chronologische Einteilung in die Phasen Sarasm I (3500–3200 v. Chr.), Sarasm II (3200–2900 v. Chr.), Sarasm III (2900–2700 v. Chr.) und Sarasm IV (2700–2400 v. Chr.). Abdurauf Razzokov legte 2008 die vier Siedlungsperioden etwas später mit Sarasm I (3500–2900 v. Chr.), Sarasm II (2900–2600 v. Chr.), Sarasm III (2600–2300 v. Chr.) und Sarasm IV (2300–2000 v. Chr.) fest. Die sichtbaren Reste stammen überwiegend aus den Phasen II und III.
Die erhaltenen Gebäudestrukturen gehörten zu Wohnhäusern, Werkstätten, Lagerräumen für Getreide sowie zu Palast- und Kultbauten. In Phase II kamen alle Gebäudetypen vor. Die Wände bestanden aus Lehmziegeln, die mit Lehm verputzt und bemalt waren, lediglich in der jüngsten Siedlungsschicht wurden einige Fundamente mit Steinen aus dem Fluss ausgeführt. Die Dächer waren flach aus einer Balkenlage konstruiert, die mit Schilfgras und Zweigen überdeckt und mit einer Lehmschicht abgedichtet wurde.
In allen vier Phasen gab es Wohnhäuser mit mehreren Räumen, die als Wohnbereich, Abstellraum und Küche dienten. Die meisten besaßen einen ummauerten Innenhof. Zwischen den Häusern führten enge oder weitere Gassen hindurch, Freiflächen waren als Standplätze für die Rinder vorgesehen. In Phase II standen in den Wohngebäuden kleine runde Kultstätten mit Feuerstellen. In Phase III wurden diese Ritualplätze größer, teilweise waren neben runden zusätzlich quadratische Feuerheiligtümer vorhanden. In den Arealen IV und IX lagen sie außerhalb der Häuser. Die Feuerstellen wurden vermutlich auch im Alltag verwendet. Die unterschiedlichen Gebäudegrößen verweisen auf Ansätze einer sozialen Differenzierung und die Kultstätten lassen eine Verehrung von Sonne und Feuer erkennen.
In Areal IV wurde ein 128 Quadratmeter großes Gebäude mit offensichtlich religiöser Funktion freigelegt, das aus vier Räumen bestand, von denen zwei eine quadratische Kultstätte besaßen. Als Palast wird ein 16 × 16,5 Meter großes Gebäude mit sechs unterschiedlich großen Räumen in Areal V interpretiert. In Areal III kam ein öffentliches Gebäude auf einer 15 × 15 Meter großen und 0,7 Meter hohen Plattform zum Vorschein, das in der Mitte aus acht rechteckigen Räumen in zwei Reihen bestand. Diese waren an der West- und der Ostseite von jeweils zwei Korridoren flankiert. Die Räume innen werden als Wohn- oder Verwaltungsbereich und die Korridore als Getreidespeicher interpretiert.
In der zweiten Schicht des Areals V fand man eine kreisförmige Struktur aus zwei Ringen mit einem Durchmesser des äußeren Rings von 7,7 Metern und einem Durchmesser des inneren Rings von 4,25 Metern. Die Maße der Lehmziegel betrugen 52 × 25 × 10–11 Zentimeter. Zwischen beiden Ringen blieb ein 75 Zentimeter breiter Gang frei. Abdullojon Isakov hält die Struktur für ein Sonnensymbol. In der dritten Schicht waren die Ringe zerstört und an ihrer Stelle stand ein 5 × 7 Meter großes Kultgebäude mit einem runden Feueraltar in der Mitte. Im Areal XI befand sich in der dritten Schicht ein ähnlicher Tempel. Sein zentraler Raum war von einem Korridor umgeben, in dem Brandopfer stattfanden. Knochenreste an der Südwestecke stammen von einer geopferten kaukasischen Ziege. An einigen Heiligtümern blieben um den Altar Malereireste erhalten, die ein Malteserkreuz zeigen. Auf die Phase III mit monumentalen Gebäuden folgte Phase IV, in der ein allmähliches Schrumpfen der Siedlung einsetzte.

## Funde

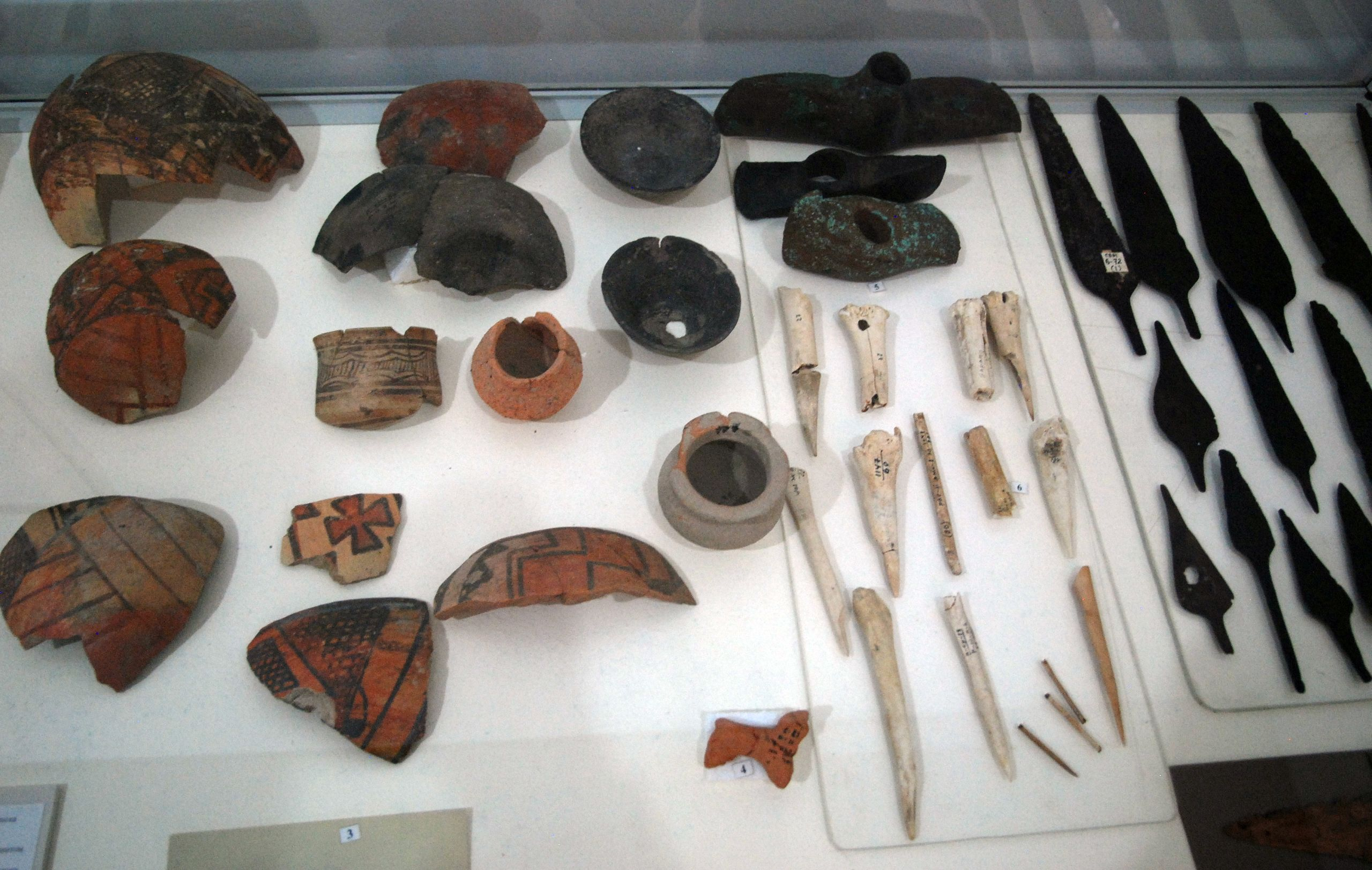
Topfscherben, Knochen und Speerspitzen aus Bronze im Archäologischen Nationalmuseum in Duschanbe.

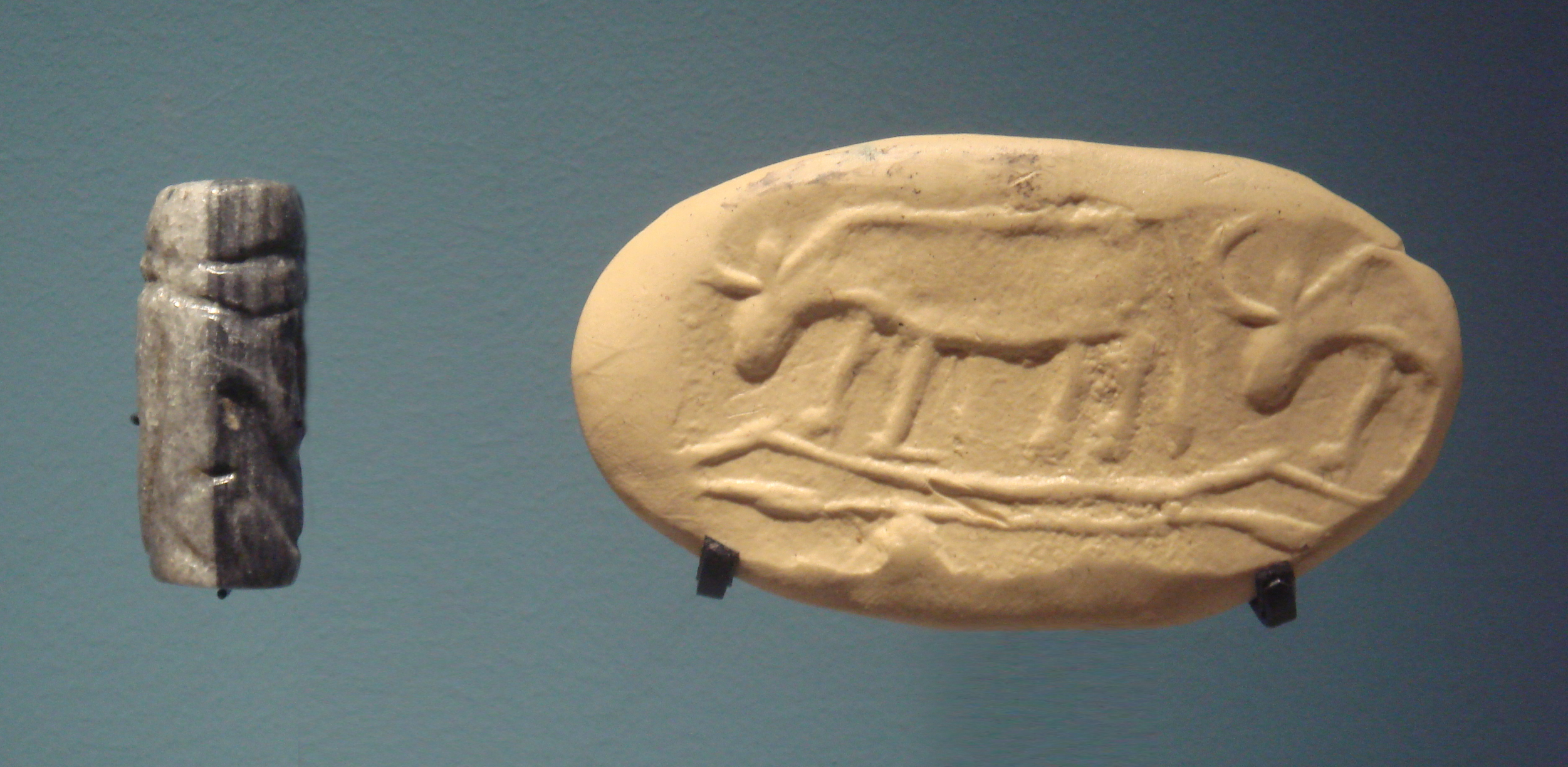
Siegel und Abrollung aus Sarasm

Die bisherigen Ausgrabungen haben keine größere Nekropole zutage gefördert, lediglich im Areal IV wurde ein Grab entdeckt, das von einer Steinmauer von 15 Metern Durchmesser umschlossen war. Die in seitlicher Hockstellung mit dem Gesicht nach Osten Bestatteten waren eine 19- bis 20-jährige Frau, ein 20- bis 21-jähriger Mann und ein Mädchen sowie etwas entfernt vier weitere Personen. Zu den reichen Grabbeigaben um die Frau gehörten mehrere tausend Perlen aus Lapislazuli, Speckstein, Karneol, Türkis und Silber. Weitere 49 Perlen aus Gold zierten ihre Haare und Schneckenarmbänder ihre Handgelenke. Die Schnecken der Art Echte Birnschnecke (Turbinella pyrum) sind ein Beleg für Handelsbeziehungen mit Indien, wo sie seit dem 4. Jahrtausend v. Chr. bekannt sind. Große Exemplare werden in Indien und Tibet als Schneckenhörner bei religiösen Ritualen geblasen.
Ein weiterer Fund, der Fernhandelbeziehungen nach Süden bestätigt, ist ein einzelnes proto-elamitisches, zylindrisches Rollsiegel aus Areal IV mit einer Stierabbildung, wie es auch in Ackerbaukulturen von Mesopotamien über das iranische Hochland bis nach Indien vorkam. Die für die Perlen verwendeten Mineralien haben ihren Ursprung in Afghanistan und teilweise in Nordasien. Ende des 3. Jahrtausends v. Chr. wurde Sarasm zu einem Zentrum für die Verarbeitung und den Export von Zinn und Bronze. In den Arealen II, IV, V und VI wurden Mauerreste von Schmiedeöfen, Reste von Gussformen und Schlackenabfälle gefunden. Die Methoden der Kupferverarbeitung in Schicht III ähnelten jenen von Mesopotamien bis zum Indus-Tal. Die Kupferverarbeitung und die sonstige materielle Kultur wurde auch mit dem Ausgrabungsort Tugai mehrere Kilometer flussabwärts am Serafschan in Usbekistan in Verbindung gebracht. Beim 1992 ausgegrabenen Tugai erkannte Bertille Lyonnet und Abdullojon Isakov (1996) Gemeinsamkeiten mit der Andronowo-Kultur. Andere Handwerke in Sarasm waren Töpferei, Steinverarbeitung, Schmuckfertigung und die Textilverarbeitung.
Zwei runde Tonbrennöfen wurden in den Arealen II und VI (Phase II und III) freigelegt. Der Boden eines 2,4 × 1,9 Meter großen Brennofens war mit einer dicken Schicht von grauem Steinmehl unter der Asche belegt, das als Beimischung zum Ton diente. Die Keramik von Sarasm wird in zwei Gruppen eingeteilt: Die einfarbige Keramik aus Phase I ist mit dunkelbraunen Mustern auf einem helleren Untergrund dekoriert. Die polychrome Keramik ab Phase II besitzt dunkelbraune und dunkle rötliche Muster auf einem rot und hellgelb engobierten Untergrund. Diese Gruppe ist mit den Funden aus Namazgadepe (Namazga IV) vergleichbar. Manche dreieckigen Formen entsprechen Funden aus späteren Schichten von Geoksyur and Kara-depe. In Phase IV kommt eine graue Keramik hinzu, wie sie von Tepe Hissar im Iran in Periode IIIA (zeitlich ungenau) und Anfang IIIB (um 2400–2170) bekannt ist. Die Schmucksteine lassen sich ebenfalls mit denen aus Fundorten im südlichen Turkmenistan vergleichen.